# Erich Ludendorff
Erich Friedrich Wilhelm Ludendorff (u literaturi nekad krivo navođeno Erich von Ludendorff, Kruszewnia, 9. travnja 1865. – Tutzing, 20. prosinca 1937.), istaknuti njemački general i vojni teoretičar, a u razdoblju nakon I. svjetskog rata i desničarski političar. 
Jedan od najznačajnijih rukovodilaca njemačke vojske i organizatora ratnog gospodarstva u Prvom svjetskom ratu, te otvoreni eksponent njemačkog militarizma. Poslije I sv. rata angažira se na strani Hitlera (u pivskom puču 1923.), a 1924. postaje nacistički zastupnik u Reichstagu. Poznato mu je djelo Totalni rat iz 1935. godine.

## Životopis
Ludendorff je rođen u Kruszewniji, blizu Posena, Pruska (danas Poznanj, Poljska).Iako sam nikad nije bio rastrošan i bahat s novcem, Ludendorff pripada visokoj klasi preko svoje majke, Klare von Tempelhoff. Odrastao je na maloj seoskoj farmi i prvo obrazovanje je dobivao od svoje strine. Primljen je u kadetsku školu u Plönu, najprije zbog svog izvrsnog poznavanja matematike i radne etike, koju ja kasnije upražnjavao uvijek kroz svoj rad. Ludendorff je kadetsku školu pohađao zajedno s Heinzom Guderianom, a ta je ista škola dala mnoge dobro uvježbane njemačke vojne časnike. U kadetskoj školi je upoznao i Friedrich Bronsart von Schellendorf. Dobio je čin oficira Njemačkog kriznog štaba 1894. godine, a osobito se iskazao u pripremi plana napada na Francusku 1908. godine, tzv. Schlieffenovog plana. 
U Prvom svjetskom ratu je Ludendorff najprije djelovao kao stožerni časnik i zapovjednik 85. pješačke pukovnije, pod vodstvom Karla von Bülowa. Kao izravni zapovjednik na terenu, bio je zaslužan za zauzimanje značajne belgijske pogranične utvrde Liege. Nakon što je izvršio ovu misiju jako uspješno, poslan je u Istočnu Prusku, gdje je radio s Paulom von Hindenburgom. Hindenberg se oslanjao na Ludendorffa i Hoffmanna, pogotovo u planiranju i izvršenju napada kod Tannenberga i Mazurskih jezera. 1916. godine, kad je Falkenhayn dao ostavku, njegovo mjesto Šefa kriznog štaba Njemačke je preuzeo Hindenburg, i postavio je Ludendorffa za svog osobnog asistenta i zamjenika. Ludendorff je zagovarao neograničen pomorski rat, što je kasnije bio jedan od glavnih razloga zašto su SAD ušle u rat. 
Nakon što se Rusija povukla iz rata 1917. godine, Ludendorff je bio jedan od glavnih osoba uključenih u sklapanje mira u Brest-Litovsku u ožujku 1918. godine.
Od 1916. godine je imenovan na izimno moćnu funkciju "Generalquartiermeister" - načelnika Glavnog stožera njemačkih oružanih snaga (Oberste Heersleitung, OHL), pod feldmaršalom Paulom von Hindenburgom, vojnog zapovjedništva koje je u završnom dijelu rata praktično kontroliralo cjelokupnu državnu vlast u Njemačkoj – do mjere da su dvojac Ludendorff – Hindenburg nazivali "diktatorima Njemačke"..
Nakon rata odlazi iz Njemačke u Švedsku.
U azilu je napisao mnoge knjige, u kojima je od njemačke vojske stvarao legendu i ponos njemačkog naroda te širio svoju prosudbu da je vojska dobila nož u leđa od ljevičara (liberala, socijalista, komunista, židova) koji su zapravo krivi za poraz njemačke vojske koja na ratištu nije bila poražena. Nađen je njegov dnevnik, u kojem opisuje avanture s mnogim ljubavnicama u Pruskoj i Bavarskoj. Ludendorff se vratio 1920. godine u Njemačku, te je sudjelovao u pokušaju Kappovog puča ("Kapp Putsch")  iste godine.
Oduševljava se potom Hitlerom i njegovim političkim programom, te 1923. godine sudjeluje u opet neuspjelom Hitlerovom puču ("Hilterputsch"). 
Godine 1924. je izabran za predstavnika Nacističke stranke u parlamentu, koju je dužnost obnašao do 1928. godine. 1925. godine je izgubio predsjedničke izbore od svog bivšeg komandanta Paula von Hindenburga. 1928. godine se povukao u mirovinu, u okolnostima loših odnosa s vodstvom NSDAP.
Prije uspona Hitlera, vlasti Vajmarske Republike su planirale poslati Ludendorffa i nekoliko drugih istaknutih generala u Kinu, da reformira kinesku vojsku promičući njemačke interese i modele; to se međutim pokazalo nemogućim zbog nekih odredaba Versajskog ugovora na čijoj su provedbi inzistirali ratni pobjednici.
Za svjetske probleme Ludendorff je smatrao odgovornim kršćane, Židove i masone, te je te svoje stavove nastojao širiti u javnosti. 
Na svoj sedamdeseti rođendan 1935. godine, odbio je Hitlerovu ponudu da bude imenovan za feldmaršala.
Sa svojom drugom suprugom, Mathillde, osnovao je 1937. godine – uz dopuštenje samog Adolfa Hitlera –  pokret koji je nazvao "Bund für Gotteserkenntnis (Savez za spoznaju Boga)", putem kojega je nastavio širiti antisemitsku, antimasonsku, antikatoličku i rasističku propagandu. Ludendorff je umro iste 1937. godine, a pokop mu je bio državnički, uz sve počasti. Na pokopu je prisustvovao i govorio Hitler. Mathilde Ludendorff je nakon njegove smrti nastavila voditi pokret, ali bez velikog uspjeha. 